# Carlo Ferraris
Carlo Francesco Ferraris (Moncalvo, 15 agosto 1850 – Roma, 9 ottobre 1924) è stato un economista, statistico e politico italiano.

## Biografia
Laureato in giurisprudenza a Torino, compie nella stessa città la pratica di avvocato per poi trasferirsi dapprima in Germania e quindi in Inghilterra, dove dal dicembre 1872 all'agosto 1874 prosegue la propria formazione sulle scienze sociali, politiche e giuridiche. I suoi primi scritti in materia di economia e politica attirano l'attenzione del senatore Luigi Bodio, padre fondatore della scienza statistica italiana, che lo chiama a collaborare alla direzione generale di statistica del Regno d'Italia. Vi rimane dal novembre 1874 al luglio 1876, anno in cui vince un concorso per la libera docenza in economia politica all'università di Roma.
Tornato in Piemonte per ragioni di famiglia entra a far parte della redazione del quotidiano Il Risorgimento, all'epoca rifondato da Quintino Sella e un gruppo di suoi amici, abbinando al giornalismo ordinario la pubblicazione di opere di carattere scientifico. Grazie a queste ultime nel 1878 viene chiamato dall'università di Pavia per reggere la prima cattedra italiana di scienze dell'amministrazione, corso poi diventato obbligatorio nella facoltà di giurisprudenza e scienze politiche. L'estendersi della sua fama di ricercatore e studioso gli consente di tornare a Roma nel 1883, chiamato dal ministro Domenico Berti all'incarico di capo della divisione Istituti di credito e previdenza presso il Ministero dell'Agricoltura, industria e commercio. Più o meno contemporaneamente ottiene la cattedra di statistica presso l'università della capitale, dove rimane fino al 1885. Venuto meno l'incarico ministeriale si trasferisce a Padova, dove la locale università gli ha conferito l'incarico di professore ordinario di statistica, cui abbina quattro anni dopo quelle di diritto amministrativo e di scienza dell'amministrazione, che regge per oltre venti anni.
Nel 1886 viene eletto per la prima volta deputato nel collegio di Casale Monferrato (Alessandria III); completata la prima legislatura viene rieletto ma dato che il numero dei docenti universitari eccede quello previsto dalla legge sulle incompatibilità il successivo sorteggio lo esclude dalla carica. Decide quindi di ritirarsi dalla vita politica per attendere unicamente ai suoi impegni universitari a Padova, ateneo di cui è anche rettore dal 1891 al 1896. Continua comunque ad interessarsi alla politica attraverso collaborazioni professionali, tra le quali la predisposizione del disegno di legge per l'assicurazione obbligatoria degli operai presentato dal ministro Luigi Miceli e approvato definitivamente nel 1898.
Nel 1896 viene nominato membro del Consiglio superiore per la pubblica istruzione, dove rimane fino al 1913, carica che abbina a quelle di membro dei consigli superiori di statistica e della previdenza. Viene anche nominato membro effettivo del Regio Istituto Veneto di scienze, lettere e arti e socio nazionale dell'Accademia dei Lincei e delle società nazionali di statistica di Svizzera, Regno Unito, Stati Uniti e Francia.
Nel 1904 viene rieletto deputato e l'anno successivo è nominato ministro dei lavori pubblici nel primo governo di Alessandro Fortis. In questa veste ha presentato il disegno di legge per la nazionalizzazione delle ferrovie italiane nella gestione delle FS e predisposto l'organizzazione della nuova direzione generale per l'avvio dell'esercizio a partire dal 1º luglio 1905. Presenta inoltre ulteriori proposte per migliorare l'andamento tecnico-economico delle Ferrovie concesse all'industria privata e per la riorganizzazione generale dell'esercizio ferroviario. Prima del termine del mandato si distingue per l'attivismo in soccorso di Reggio Calabria, colpita dal terremoto del 1905.
Caduto il governo prosegue l'attività alla Camera fino al 1913, quando viene battuto nel suo collegio dal candidato socialista, ma pochi giorni dopo la sconfitta viene nominato senatore a vita; al Senato si è a lungo occupato della materia ferroviaria (nuovi regolamenti del 1917; ordinamento e funzionamento delle FS; tariffe ferroviarie), ed in seguito di problemi dell'economia nella commissione di finanze.
Massone, è affiliato alla loggia di Torino "Ausonia", appartenente al Grande Oriente d'Italia.

## Opere

### Scritti pubblicati in volume
- La rappresentanza delle minoranze in Parlamento. Torino, tipografia Favale. 1870
- La Statistica e la Scienza dell'Amministrazione nelle facoltà giuridiche. Padova, Tipografia della Minerva, 1878
- Moneta e corso forzoso. Milano, Hoepli, 1879
- Saggi di economia, statistica e scienza dell'amministrazione. Roma, Loescher. 1880
- La statistica del movimento dei metalli preziosi tra l'Italia e l'estero. Roma, tipografia Botta. 1885
- L'assicurazione obbligatoria e la responsabilità dei padroni ed imprenditori per gli infortuni sul lavoro. Roma, tipografia Botta, 1890 (III edizione)
- Principi di scienza bancaria. Milano, Hoepli. 1898
- Ordinamento generale degli istituti di istruzione superiore. Milano, Hoepli. 1892 (con F. Martini)
- Il materialismo storico e lo stato. III edizione con l'aggiunta di un'appendice sulla statistica delle professioni e delle classi. Palermo, Sandron. 1897
- Teoria del decentramento amministrativo. Palermo, Sandron, 1898
- Statistiche delle università e degli istituti superiori. Roma, tipografia Bertero. 1913
- L'imposta militare nel sistema delle imposte speciali. Milano, Società editrice libraria. 1915
- Il personale delle ferrovie estere di stato. Roma, Casa editrice italiana. 1915
- L'amministrazione locale in Italia. Esposizione sistematica della vigente legislazione. Padova, La Litotipo editrice universitaria. 1920
- Diritto amministrativo. Padova, La Litotipo editrice universitaria. 1922
- Cinque anni di rettorato nella R. Università di Padova. 1891-92 al 1895-96. Roma, stabilimento tipografico per l'amministrazione della guerra. 1922

### Scritti pubblicati in opuscolo
- In morte di Vittorio Emanuele II°. Discorso. Moncalvo, tipografia Sacerdote. 1879
- Il primo dovere dei cittadini in uno stato libero. Conferenza. Casale Monferrato, tipografia Maffei. 1879
- Les projects de legislation sociale en Italie, rapport specialement à la prévoyance. Roma, tipografia Botta. 1899
- Ordinamenti politici ed educazione politica. Discorso. Verona-Padova, Drucker. 1899
- Protezionismo e dazio sul grano. Roma, tipografia Artaro. 1901
- Angelo Massedaglia. Commemorazione con appendice sulle versioni poetiche di A.M.. Mantova, tipografia Rossi. 1902
- Commemorazione del prof. Jacopo Silvestri. Padova, tipografia Randi. 1903
- Le cartoline postali illustrate. Padova, Minotti. 1905
- X° congresso internazionale di navigazione. Discorso di inaugurazione. Roma, tipografia Manuzio, 1905.
- I nuovi lavori nel porto di Genova. Discorso di inaugurazione. Roma, tipografia Manuzio, 1905
- La cassa nazionale di previdenza per l'invalidità e la vecchiaia degli operai. Venezia, tipografia Ferrari. 1907
- Per l'insegnamento religioso nella scuola primaria. Roma, tipografia della Camera. 1908

### Articoli in italiano

#### Archivio Giuridico
- Nuovi studi sulla rappresentanza delle minoranze nel Parlamento (Volume VIII, 1871)
- La costituzione dell'Impero germanico (Volume IX, 1873)
- Le riforme amministrative in Prussia. L'ordinamento dei circoli secondo la legge del 1872 (Volume XI, 1873)

#### Nuova antologia di scienze, lettere e arti
- La circolazione cartacea (settembre 1875)
- Le ultime fasi della questione monetaria (15 febbraio 1881)
- Le nuove riforme amministrative (16 febbraio 1889)
- Le istituzioni di beneficenza davanti al Parlamento (16 aprile-1º maggio 1889)
- L'assicurazione degli operai in Germania (16 agosto 1889)
- Il riordinamento degli istituti di emissione (16 aprile 1891)
- La questione universitaria in Francia dalla rivoluzione ai nostri giorni (15 giugno 1896)
- La disoccupazione e l'assicurazione degli operai (1-16 gennaio 1897)
- La scienza della popolazione a proposito di recenti pubblicazioni (1º aprile 1908)
- Le nuove università francesi (1º settembre 1909)
- L'amministrazione legale inglese nel suo ordinamento generale (16 agosto-1º settembre 1906)

#### La Rassegna settimanale
- I tessitori di Aquisgrana (28 dicembre 1890)
- Il bimetallismo universale (27 marzo 1881)
- I contadini nella Russia centrale (19 maggio 1881)

#### Annuario delle scienze giuridiche, sociali e politiche
- L'insegnamento delle scienze politiche nelle università italiane (volume III, 1883)
- L'abolizione del corso forzoso (volume IV, 1883)

#### Giornale degli economisti
- La statistica nelle università e la statistica delle università (marzo 1886)
- Sulle partizioni teoriche della statistica (luglio 1891)
- Nota sulla tecnica della statistica criminale (agosto 1883)
- Le operazioni ausiliarie e complementari nella statistica (maggio 1895)

#### Rivista di diritto pubblico
- Provvedimenti per gli infortuni sul lavoro (Volume I, 1890: fasc. 6, fasc. 10)

#### L'Università, rivista dell'istruzione superiore
- Gli insegnamenti della facoltà giuridica in Austria e in Italia (1888)
- Gli insegnamenti fondamentali nelle università ed una massima del Consiglio superiore della pubblica istruzione (1890)
- Notizie statistiche sulle università germaniche, prussiane, spagnole, austro-ungariche (1888-1889)
- Ancora una parola sull'ordinamento della facoltà giuridica (1891)

#### La rivista sociale
- La statistica internazionale dei metalli preziosi (Volume V, 1895)
- Il numero delle nostre università; brevi note di polemica (volume IV, fasc. 7-10, 1896)
- Socialismo e riforma sociale nel morente e nel nascente secolo (anno VII, volume X, fasc. 8-15, 1900)
- Il materialismo storico e lo stato, nuovi appunti critici (anno IX, volume XII, fasc. 6-15, fasc. 7-16, fasc. 8-15)
- Le leggi finanziarie inglesi in ordine al bilancio (Volume XII, fasc. 18, 1902)
- Statistica dei consorzi universitari italiani (volume IV. fasc. 4-15, 1908)

#### Atti della Regia Accademia Nazionale dei Lincei
- Sul regolamento della facoltà di giurisprudenza approvato dal R. Decreto 12 marzo 1908 n. 69 (rendiconti della classe di scienze morali, storiche e filosofiche, serie quinta, 1908)
- Statistica ed elenco dei soci stranieri della R. Accademia dei Lincei dal 1878 al 1919 per nazionalità (rendiconti della classe di scienze morali, storiche e filosofiche, serie quinta, volume XXII, fasc. 5)
- Di alcuni caratteri internazionali dell'istruzione superiore (Rendiconto dell'adunanza solenne del 4 giugno 1911)
- Ferrovie (monografia nella raccolta "Cinquant'anni di storia italiana, volume I, 1911)

### Onorificenze italiane
- Istituto veneto di scienze, lettere ed arti, di cui fu presidente dal 1907 al 1908